# Аруаши (язык)
Аруаши (Aruá, Aruáshi) - бездействующий индейский язык, принадлежащий к араванской языковой семье, на котором раньше говорил народ аруаши, проживающий на посту реки Бранко, в районе рек Бранко и Гуапоре, в штате Рондония в Бразилии. Имеет диалекты аруаши (аруачи). В настоящее время народ говорит на португальском языке.